# Muhlenbergia breviseta
Muhlenbergia breviseta är en gräsart som beskrevs av Eugène Pierre Nicolas Fournier. Muhlenbergia breviseta ingår i släktet muhlygräs, och familjen gräs. Inga underarter finns listade i Catalogue of Life.